# Joe Gatto
Joseph Anthony "Joe" Gatto (5 de junio de 1976, Staten Island) es un actor italo-estadounidense.

## Biografía
Tras acabar sus estudios de contabilidad y trabajar como consultor durante años, decidió dedicarse a la comedia. En 1999 se unió al grupo de The Tenderloins. En la actualidad ya no forma parte de este grupo ni de su famoso programa Impractical Jokers.